# 金子坚太郎

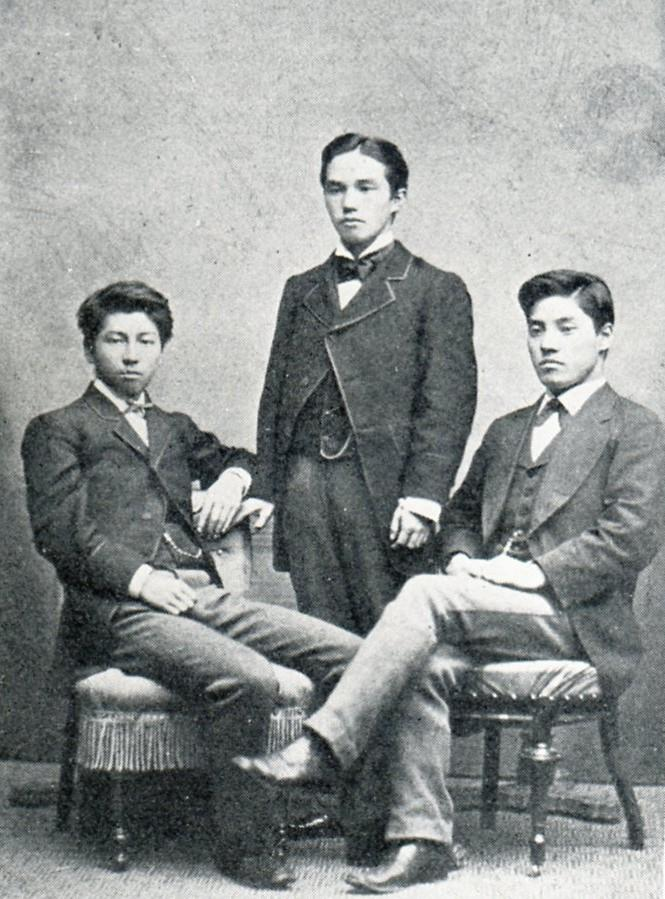
团琢磨（左）與金子堅太郎（中）及栗野慎一郎（右）於1875年在美國留學期間合影

金子坚太郎（日语：／ Kaneko Kentarō，1853年3月13日—1942年5月16日），是日本伯爵，明治时期政治家、法学家和外交官。作为哈佛大学法学院的毕业生，他在从政生涯中充分运用了他在美国法律界的人脉，致力于推进与美国维持良好的外交关系，并于1900年创建了“日美友谊协会”。金子曾参与协助伊藤博文首相制定了《明治宪法》与《皇室典范》，因此也被誉为“宪法守护者”（憲法の番人）。